# Désandans
Désandans – miejscowość i gmina we Francji, w regionie Burgundia-Franche-Comté, w departamencie Doubs.
Według danych na rok 1990 gminę zamieszkiwało 521 osób, a gęstość zaludnienia wynosiła 95 osób/km² (wśród 1786 gmin Franche-Comté Désandans plasuje się na 302. miejscu pod względem liczby ludności, natomiast pod względem powierzchni na miejscu 767.).